# Bélamácsó
Bélamácsó (szlovákul Mačov) Nyitradivék településrésze, korábban önálló falu Szlovákiában, a Trencséni kerületben, a Privigyei járásban.

## Fekvése
Privigyétől 17 km-re nyugatra, Nyitradivék központjától 1 km-re keletre, a Nyitrica-patak bal oldalán található.

## Története
A település valószínűleg a 12. században keletkezett, a Divék nemzetség birtoka volt. Oklevél 1396-ban említi először. Az 1553-as adóösszeírás szerint 4 portával adódott. 1736-tól a nyitrai püspökség, majd 1777-től a nyitrai káptalan a birtokosa. A szkacsányi uradalomhoz tartozott. Lakói mezőgazdaságból és idénymunkákból éltek.
A 18. század végén Vályi András így ír róla: „MACSO. Tót falu Nyitra Várm. földes Ura a’ Nyitrai Káptalanbéli Uraság, lakosai katolikusok, fekszik Divéknek szomszédságában, és annak filiája, határja ollyan mint Bankáé.”
Fényes Elek 1851-ben kiadott geográfiai szótárában így ír a faluról: „Macsov, tót falu, Nyitra vmegyében, Divék filial, 186 kath. lak. F. u. a nyitrai káptalan.”
Borovszky Samu monográfiasorozatának Nyitra vármegyét tárgyaló része szerint: „Mácsó, kis tót község, a Belanka-patak völgyében, Nyitra-Divék mellett. Lakosainak száma 189, vallásuk r. kath. Postája Nyitra-Rudnó, távirója Privigye, vasúti állomása Nyitra-Novák. A XV. és XVI. században »Macsal« (Machal) név alatt mint a Divék nemzetség birtoka szerepel. Később a nyitrai székeskáptalan volt földesura.”
1910-ben 228, túlnyomórészt szlovák lakosa volt. A trianoni diktátumig Nyitra vármegye Privigyei járásához tartozott.
1976-ban csatolták Nyitradivékhez.

## Lásd még
- Nyitradivék
- Divékbanka
- Divékjánosi
- Pusztaszomorfalu